# Донський (Тульська область)
Донськи́й (рос. Донской) — місто в Тульській області в Росії. Засноване в 1773 році, в 1939 році отримало статус міста, у 2005 році доданий статус міського округу.
Населення — 64,5 тис. осіб (2009).

## Географія
Місто розташоване у верхів'ях річки Дону на 65 км на південний схід від Тули, є залізнична станція «Бобрик-Донський») на лінії «Калуга—Сизрань», яка пов'язує Поволжя із західними районами країни. Відстань до автодороги «Москва—Дон» — 20 км.
Муніципальне утворення займає площу 4758 га при найбільшій протяжності 30 км (на 01.01.1997).